# Boophis laurenti
Boophis laurenti Guibé, 1947 è una rana della famiglia Mantellidae, endemica del Madagascar.

## Distribuzione e habitat
La specie è stata osservata solo all'interno del Parco nazionale di Andringitra, nel Madagascar sud-orientale.